# Peter Vodopivec
Peter Vodopivec,  slovenski zgodovinar, * 7. julij 1946, Beograd.

## Življenje
Rodil se je v družini pravnika in politika Vlada Vodopivca in pravnice ter univerzitetne profesorice Katje Vodopivec, ki sta tedaj službovala v Beogradu. Po končani osnovni šoli in gimnaziji v Ljubljani, je od leta 1965 študiral zgodovino in sociologijo na Filozofski fakulteti Univerze v Ljubljani in leta 1971 diplomiral. Za diplomsko nalogo je dobil študentsko Prešernovo nagrado. Leta 1978 je končal doktorski študij iz zgodovine, nato pa se je eno leto izpopolnjeval v Franciji. Leta 1982 je bil na študiju v ZDA.
Od konca študija je bil asistent na Oddelku za zgodovino ljubljanske Filozofske fakultete, leta 1979 je bil izvoljen za docenta za občo zgodovino 19. stoletja, leta 1985 za izrednega in leta 1990 za rednega profesorja. Leta 1999 je odšel s fakultete in se kot znanstveni svetnik zaposlil na Inštitutu za novejšo zgodovino, kjer je delal do upokojitve leta 2012.
Večkrat je bil gostujoči profesor na tujih univerzah. Dejaven je v strokovnih združenjih, med drugim je bil urednik Kronike in vrste zbornikov, ki jih je izdala Slovenska matica.
Junija 2019 je bil izvoljen za izrednega in 6 let kasneje (2025) za rednega člana SAZU, 1. junija 2020 pa za načelnika oddelka za zgodovinske vede I. razreda SAZU.
Njegov brat je arhitekt in profesor na Fakulteti za arhitekturo Aleš Vodopivec.

## Delo in nagrade
Raziskuje predvsem slovensko zgodovino 19. stoletja, med drugim gospodarsko in socialno zgodovino. Pisal je tudi o problemih zgodovinopisja in med drugim problematiziral ideologizacijo zgodovine v obdobju po drugi svetovni vojni. Objavil je vrsto znanstvenih člankov in nekaj monografij, med katerimi izstopa sintetična Od Pohlinove slovnice do samostojne države : Slovenska zgodovina od konca 18. stoletja do konca 20. stoletja, ki je leta 2008 prejela nagrado Klio. Bila je prevedena tudi v nemščino. Za svoje raziskovalno delo je poleg tega leta 2008 prejel avstrijsko nagrado Antona Gindelyja za kulturo in zgodovino srednje, vzhodne in južne Evrope,, leta 2010 je bil odlikovan z avstrijskim častnim križem za znanost in umetnost I. reda, leta 2014 je dobil nemško medaljo Konstanina Jirečka za dosežke pri raziskovanju jugovzhodne Evrope. Maja 2022 je prejel še veliki častni znak za zasluge Republike Avstrije.
Med študijem je bil član uredništva Tribune in Radia Študent. V obdobju demokratizacije Slovenije v osemdesetih letih 20. stoletja je bil dejaven tudi v politiki. Sodeloval je pri Novi reviji in bil med ustanovitelji Slovenske demokratične zveze.

## Dela

### Knjige
- Peter Vodopivec, Luka Knafelj in štipendisti njegove ustanove, Ljubljana, 1971
- Peter Vodopivec, Vzpon meščanstva: zgodovina za 7. razred osnovne šole (soavtorica Maja Žvanut). Ljubljana 1995. 201 str. (COBISS) ISBN - 961-6183-02-8
- Peter Vodopivec, O gospodarskih in socialnih nazorih na Slovenskem v 19. stoletju, Ljubljana, 2006 e-izdaja
- Peter Vodopivec, Od Pohlinove slovnice do samostojne države: Slovenska zgodovina od konca 18. stoletja do konca 20. stoletja, Ljubljana, 2006.
- Peter Štih, Vasko Simoniti in Peter Vodopivec, Slowenische Geschichte: Gesellschaft - Politik - Kultur. Graz, 2008. ISBN 978-3-7011-0101-6
- Peter Vodopivec, Francoski inštitut v Ljubljani 1921-1947 = Lʼinstitut français de Ljubljana 1921-1947. Ljubljana, 2013. ISBN 978-961-6386-43-2

### Članki in prispevki v revijah in zbornikih
- Peter Vodopivec, O socialnih in gospodarskih nazorih nemškega meščanstva na Kranjskem od konca 60. do začetka 80. let 19. stoletja. V: Prispevki za novejšo zgodovino 27 (1987), str. 7–32 (COBISS)
- Peter Vodopivec, Slovenci in smrtna kazen (1848–1941). V: Smrtna kazen. Ljubljana 1989, str. 193–229 (COBISS)
- Peter Vodopivec, Slovenci v francoskih očeh 1830–1920. V: Zgodovinski časopis 44 (1990), str. 31–47 (COBISS)
- Peter Vodopivec, Grundzuge der slowenischen Geschichte und der österreichisch slowenischen Beziehungen vom 18. bis zum 20. Jahrhundert. V: Zur Geschichte der österreichisch slowenischen Literatur Beziehungen. Wien 1998,str. 9–28 (COBISS)
- Peter Vodopivec, O protekcionističnih nazorih ljubljanskega trgovca V. C. Supana. V: Gestrinov zbornik. Ljubljana 1999, str. 335–349 (COBISS)

### E-knjige
- Peter Vodopivec, Slovenska zgodovina - 1780-2004